# Densberg
Densberg ist ein Ortsteil der Gemeinde Jesberg im nordhessischen Schwalm-Eder-Kreis.

## Geografie
Densberg befindet sich im Südteil des Naturparks Kellerwald-Edersee auf 290 bis 360 m ü. NN. Das Dorf liegt im Tal des Schwalm-Zuflusses Gilsa, unmittelbar südlich des Wüstegartens, dem mit 675 m ü. NN höchsten Berg des Kellerwalds, und nördlich des Höhenzugs Hemberg mit dem Hundskopf (471 m ü. NN). Das Dorf ist umgeben von weitläufigen Wäldern. Den Ort durchquert der Kellerwaldsteig, ein 156 km langer Rundwanderweg im Naturpark Kellerwald-Edersee.

## Geschichte

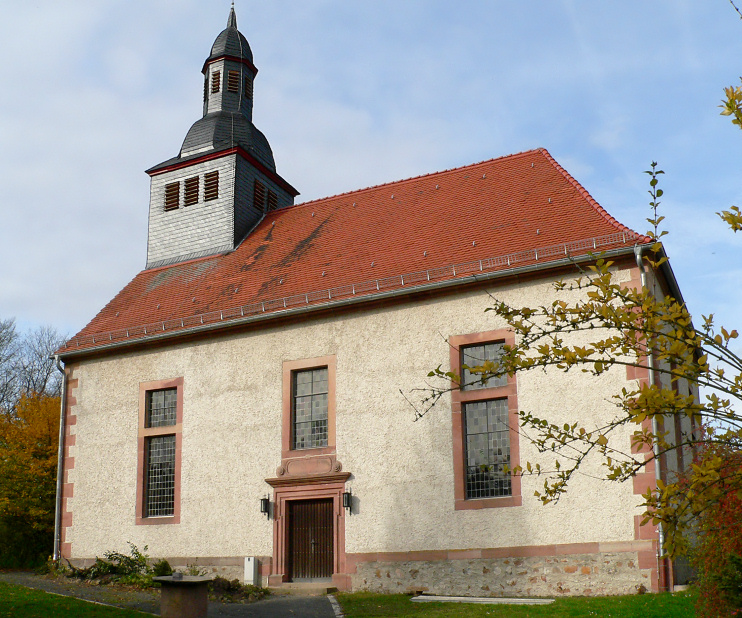
Kirche Densberg

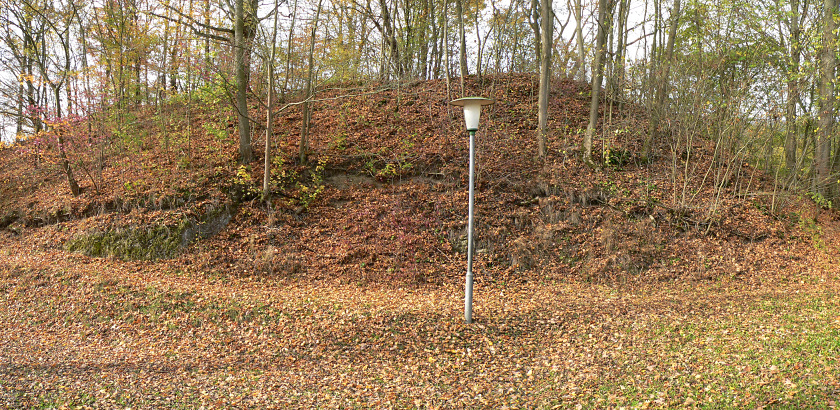
Turmhügel der Burgruine Densberg

Die älteste bekannte Erwähnung von Densberg erfolgte in einer Urkunde des Erzbischofs Wezilo von Mainz im Jahr 1085 als „Denisburc“. (Weitere Erwähnungen des Ortes in verschiedenen Schreibweisen siehe.) Die Bezeichnung Denisburc lässt auf einen befestigten Ort schließen. In dieser Urkunde wird erwähnt, die Kirche von Urff sei die Mutterkirche der Densberger Kirche. Daraus lässt sich schließen, dass im Jahr 1085 bereits eine Kirche mit zugehöriger Gemeinde in Densberg existiert haben dürfte.
Aus den folgenden Jahrhunderten gibt es Überlieferungen zur Burg Densberg, die bis ins 15. Jahrhundert ein Stützpunkt des Erzstifts Mainz war. Im Jahr 1483 wurden Burg und Dorf Densberg in das hessische Amt Schönstein eingegliedert, das von dem Schultheißen von Treysa verwaltet wurde.
Im 1807 bis 1813 bestehenden Königreich Westphalen war der Ort dem Kanton Jesberg zugeordnet. Im Jahr 1836 wurde Densberg endgültig aus seiner jahrhundertelangen administrativen Zugehörigkeit zu Treysa herausgelöst und dem Kreis Fritzlar angegliedert, der 1932 im Landkreis Fritzlar-Homberg aufging.
Im Zuge der Gebietsreform in Hessen verlor die Gemeinde Densberg kraft Landesgesetz zum 1. Januar 1974 ihre Eigenständigkeit und wurde ein Ortsteil der Großgemeinde Jesberg im neu gebildeten Schwalm-Eder-Kreis. Für Densberg wurde, wie für die übrigen Ortsteile Jesbergs, ein Ortsbezirk mit Ortsbeirat und Ortsvorsteher nach der Hessischen Gemeindeordnung eingerichtet.
Densberg hatte einen Bahnhof an der am 2. Oktober 1911 in Betrieb genommenen Bahnstrecke Zimmersrode–Gemünden (Wohra), der „Kellerwaldbahn“.  Am 28. Mai 1972 wurden der Personenverkehr auf der Gesamtstrecke und der Güterverkehr auf dem Abschnitt zwischen Zimmersrode und Gilserberg eingestellt.

## Bevölkerung
Einwohnerstruktur 2011
Nach den Erhebungen des Zensus 2011 lebten am Stichtag, dem 9. Mai 2011, in Densberg 438 Einwohner. Darunter waren 3 (0,7 %) Ausländer.
Nach dem Lebensalter waren 89 Einwohner unter 18 Jahren, 180 zwischen 18 und 49, 90 zwischen 50 und 64 und 96 Einwohner waren älter. Die Einwohner lebten in 189 Haushalten. Davon waren 48 Singlehaushalte, 57 Paare ohne Kinder und 72 Paare mit Kindern, sowie 15 Alleinerziehende und keine Wohngemeinschaften. In 33 Haushalten lebten ausschließlich Senioren und in 114 Haushaltungen lebten keine Senioren.
Einwohnerentwicklung
| Quelle: Historisches Ortslexikon |                |
| • 1576:                          | 36 Hausgesesse |
| • 1639:                          | 324 Einwohner  |

| Densberg: Einwohnerzahlen von 1834 bis 2020 | Densberg: Einwohnerzahlen von 1834 bis 2020 | Densberg: Einwohnerzahlen von 1834 bis 2020 | Densberg: Einwohnerzahlen von 1834 bis 2020 | Densberg: Einwohnerzahlen von 1834 bis 2020 |
| --- | ------------------------------------------- | ------------------------------------------- | ------------------------------------------- | ------------------------------------------- |
| Jahr |                                             |                                             |                                             | Einwohner                                   |
| 1834 | 1834                                        |                                             | 511                                         | 511                                         |
| 1840 | 1840                                        |                                             | 501                                         | 501                                         |
| 1846 | 1846                                        |                                             | 540                                         | 540                                         |
| 1852 | 1852                                        |                                             | 591                                         | 591                                         |
| 1858 | 1858                                        |                                             | 548                                         | 548                                         |
| 1864 | 1864                                        |                                             | 553                                         | 553                                         |
| 1871 | 1871                                        |                                             | 422                                         | 422                                         |
| 1875 | 1875                                        |                                             | 421                                         | 421                                         |
| 1885 | 1885                                        |                                             | 407                                         | 407                                         |
| 1895 | 1895                                        |                                             | 409                                         | 409                                         |
| 1905 | 1905                                        |                                             | 392                                         | 392                                         |
| 1910 | 1910                                        |                                             | 396                                         | 396                                         |
| 1925 | 1925                                        |                                             | 419                                         | 419                                         |
| 1939 | 1939                                        |                                             | 406                                         | 406                                         |
| 1946 | 1946                                        |                                             | 636                                         | 636                                         |
| 1950 | 1950                                        |                                             | 571                                         | 571                                         |
| 1956 | 1956                                        |                                             | 523                                         | 523                                         |
| 1961 | 1961                                        |                                             | 467                                         | 467                                         |
| 1967 | 1967                                        |                                             | 469                                         | 469                                         |
| 1980 | 1980                                        |                                             | ?                                           | ?                                           |
| 1990 | 1990                                        |                                             | ?                                           | ?                                           |
| 2000 | 2000                                        |                                             | ?                                           | ?                                           |
| 2011 | 2011                                        |                                             | 438                                         | 438                                         |
| 2015 | 2015                                        |                                             | 419                                         | 419                                         |
| 2020 | 2020                                        |                                             | 407                                         | 407                                         |
| Datenquelle: Historisches Gemeindeverzeichnis für Hessen: Die Bevölkerung der Gemeinden 1834 bis 1967. Wiesbaden: Hessisches Statistisches Landesamt, 1968. Weitere Quellen: LAGIS; Gemeinde Jesberg, Zensus 2011 |                                             |                                             |                                             |                                             |

Historische Religionszugehörigkeit
| Quelle: Historisches Ortslexikon |                                                                                    |
| • 1861:                          | 496 evangelisch-reformierte, 5 evangelisch-lutherische, 34 jüdische Einwohner      |
| • 1885:                          | 385 evangelische (= 94,59 %), keine katholischen, 22 jüdische (= 5,41 %) Einwohner |
| • 1961:                          | 453 evangelische (= 97,00 %), 11 katholische (= 2,36 %) Einwohner                  |

Historische Erwerbstätigkeit
| • 1961 | Erwerbspersonen: 150 Land - und Forstwirtschaft, 85 Produzierendes Gewerbe, 14 Handel und Verkehr, 28 Dienstleistungen und Sonstiges |

## Politik
Für Densberg besteht ein Ortsbezirk (Gebiete der ehemaligen Gemeinde Densberg) mit Ortsbeirat und Ortsvorsteher nach der Hessischen Gemeindeordnung. Der Ortsbeirat besteht aus sieben Mitgliedern.
Bei den Kommunalwahlen in Hessen 2021 betrug die Wahlbeteiligung zum Ortsbeirat Densberg 63,38 %. Alle Kandidaten gehörten der „Bürgerliste Densberg“ an. Der Ortsbeirat wählte Thomas Hinz zum Ortsvorsteher.

## Sehenswürdigkeiten
- Die denkmalgeschützte Evangelische Kirche Densberg
- Die Reste der Burgruine Densberg